# Emiratul Cirenaicei
Emiratul Cirenaicei a început atunci când Sayyid Idris a proclamat unilateral independenta Cirenaicăi ,susținută de către Regatul Unit. Recunoașterea de către Regatul Unit nu a reușit să influențeze atitudinea ONU, Marea Britanie și Franța au fost îndreptate să pregătească independența Libiei într-o rezoluție adoptată la data de 21 noiembrie 1949 
Pavilionul negru cu alb o stea și o semilună, a fost adoptat de către Idris astfel cum a fost proclamat Emir în 1947. Pavilionul a devenit baza Pavilionului Libian din 1951, cu adaosul verde și o dunga roșie, reprezentând provinciile Tripolitania și Fezzan.